# Edmund Ernst Stengel
Edmund Ernst Stengel (* 24. Dezember 1879 in Marburg; † 4. Oktober 1968 ebenda; vollständiger Name: Edmund Ernst Hermann Stengel) war ein deutscher Historiker und Diplomatiker.

## Leben
Edmund E. Stengel war ein Sohn des Romanisten Edmund Max Stengel und der ältere Bruder des Kulturhistorikers Walter Stengel. Sein Adoptivsohn war der nationalsozialistische Rassenhygieniker Lothar Stengel-von Rutkowski. Stengel studierte ab 1898 Neuere Geschichte und Philologie in Lausanne. Er wechselte nach Greifswald und nach Berlin, wo er 1902 promoviert wurde. Seit dem Studium gehörte er dem Akademisch-Neuphilologischen Verein Greifswald (seit 1909 Neuphilologische Verbindung Greifswald) im WCV an. Stengels Lehrer in Berlin, Michael Tangl, führte ihn an die Erforschung der Immunitätsprivilegien der sächsischen und salischen Könige heran. Die Immunitätsurkunden der Deutschen Könige vom 10. bis zum 12. Jahrhundert wurde zu seinem ersten Forschungsschwerpunkt, sowohl seine Dissertation als auch seine Habilitationsschrift behandelten dieses Themengebiet, in dem er diplomatische Methode und verfassungsgeschichtliche Fragestellung verband.
1903 begann Stengel mit den Vorarbeiten für die Edition der Konstitutionen Karls IV. im Rahmen der Leges-Abteilung der MGH. 1907 habilitierte er sich in Marburg und wurde 1914 Professor für mittlere und neuere Geschichte, insbesondere für die Geschichtlichen Hilfswissenschaften. Am Ersten Weltkrieg nahm er als Soldat an der Westfront teil. 1922 schuf er das Großinstitut für mittelalterliche Geschichte, historische Hilfswissenschaften und geschichtliche Landeskunde an der Universität Marburg. Sieben Jahre später gründete er in Marburg das Lichtbildarchiv älterer Originalurkunden. Ab 1908 war er Mitglied der Historischen Kommission für Hessen, 1919–1929 ihr Schatzmeister sowie 1929–1939 und 1942–1954 ihr Vorsitzender.
Nach der Machtergreifung der Nationalsozialisten unterzeichnete er am 11. November 1933 das Bekenntnis der deutschen Professoren zu Adolf Hitler. Er verließ Marburg 1937, als er von Adolf Hitler zum Präsidenten des Reichsinstituts für ältere deutsche Geschichtskunde ernannt wurde, was die Leitung der Monumenta Germaniae Historica (MGH) und des Deutschen Historischen Instituts in Rom einschloss. Schon ab 1936 war er korrespondierendes Mitglied der Preußischen Akademie der Wissenschaften.
Stengel überführte das Lichtbildarchiv von Marburg nach Berlin, um an einem Tafelwerk zur Urkundenfälschung weiter arbeiten zu können. Im März 1941 war er geladener Gast bei der Eröffnung von Alfred Rosenbergs pseudowissenschaftlichem und antijüdischem Institut zur Erforschung der Judenfrage in Frankfurt. 1942 kehrte Stengel mitsamt dem Lichtbildarchiv wieder nach Marburg zurück. Im gleichen Jahr wurde er Mitglied der NSDAP.
1946 wurde Stengel emeritiert. 1948 wurde er zum korrespondierenden, 1950 zum ordentlichen Mitglied der Zentraldirektion der Monumenta Germaniae Historica gewählt. Stengel trat nur schrittweise von der Leitung der verschiedenen Forschungseinrichtungen zurück. 1963 übergab er die Leitung des Lichtbildarchivs an Heinrich Büttner. Bis 1964 gab er noch zehn Bände des Archivs für Diplomatik, Schriftgeschichte, Siegel- und Wappenkunde (AD) heraus. Zudem wirkte er als Herausgeber der Nova Alamanniae, des Aktennachlasses von Rudolf Losse.
Der Nachlass Stengels wird als Depositum im Hessischen Staatsarchiv Marburg (Bestand 340 Stengel) aufbewahrt.

## Schriften (Auswahl)
Bücher
- Diplomatik der deutschen Immunitätsprivilegien vom 9. bis zum Ende des 11. Jahrhunderts, Innsbruck 1910 (ND Aalen 1964).
- Deutschland, Frankreich und der Rhein. Eine geschichtliche Parallele, Langensalza 1926 (= Schriften zur politischen Bildung, Band 5, 2).
- Avignon und Rhens. Forschungen zur Geschichte des Kampfes um das Recht am Reich in der ersten Hälfte des 14. Jahrhunderts, Weimar 1930.
- Abhandlungen und Untersuchungen zur mittelalterlichen Geschichte. Köln u. a. 1960.
- Abhandlungen und Untersuchungen zur Hessischen Geschichte. Marburg 1960 (= Veröffentlichungen der Historischen Kommission für Hessen und Waldeck. Band 26).
- Abhandlungen und Untersuchungen zur Geschichte der Reichsabtei Fulda. Parzeller, Fulda 1960.

Herausgeberschaften
- Hrsg. mit Klaus Schäfer: Nova Alamanniae. Urkunden, Briefe und andere Quellen besonders zur deutschen Geschichte des 14. Jahrhunderts, 2 Bde., Berlin u. a. 1921–1976.
- Urkundenbuch des Klosters Fulda. Teil 1: Die Zeit der Äbte Sturmi und Baugulf. Marburg 1958 (= Veröffentlichungen der Historischen Kommission für Hessen und Waldeck. Band 10, 1).

Aufsätze
- Die Immunitätsurkunde Ludwigs des Frommen für Kloster Inden (Cornelimünster), in: NA 29 (1904), S. 375–393.
- Eine deutsche Urkundenlehre des dreizehnten Jahrhunderts. Ein Beitrag zur Geschichte der Reception des kanonischen Rechts, in: NA 30 (1905), S. 647–671.
- Zur Beurteilung des Diploms O. I. 86 für Trier. Eine Entgegnung, in: NA 30 (1905), S. 710–713.
- Über eine Urkunde Lothars III. für Einsiedeln, in: NA 31 (1906), S. 715–720.
- Fuldensia. Teil I: Die Urkundenfälschungen des Rudolf von Fulda, in: AUF 5 (1914), S. 41–152.
- Fuldensia. Teil II: Über die karlingischen Cartulare des Klosters Fulda, in: AUF 7 (1921), S. 1 ff.
- Die Entstehung des Kaiserprivilegs für die römische Kirche, in: HZ 134 (1926), S. 216–241.
- Zentralstelle für die Lichtbildaufnahmen der älteren Urkunden auf deutschem Boden. Vortrag auf dem 21. Deutschen Archivtag in Marburg, in: Korrespondenzblatt des Gesamtvereins der deutschen Geschichts- und Altertumsvereine 77 (1929), S. 206 ff.
- Programmatisches zum Lichtbildarchiv Älterer Originalurkunden in Marburg, in: Minerva 6 (1930), S. 34 ff.
- Karl Widmers Pfäverser Fälschungen, in: Leo Santifaller (Hrsg.): Festschrift für Albert Brackmann dargebracht von Freunden, Kollegen und Schülern, Weimar 1931, S. 591–601.
- Über die Schenkung von Breitungen an die Reichsabtei Hersfeld, in: MIÖG 49 (1935), S. 439 ff.
- Über Ludwigs des Frommen angebliche Schenkung von Urspringen an Fulda, in: Das Thüringer Fähnlein 5 (1936), S. 210 ff.
- Karls III. verlorenes Privileg für Amorbach und der italienische Ursprung seiner Fassung, in: QFIAB 32 (1942), S. 1–12.
- Das gefälschte Gründungsprivileg Karls des Großen für das Spessartkloster Neustadt am Main, in: MIÖG 58 (1950), S. 1 ff.
- Fuldensia. Teil III: Fragmente der verschollenen Cartulare des Hrabanus Maurus, in: AD 2 (1956), S. 116 ff.
- Die Urkunden Zwentibolds von Lothringen und Ottos des Großen über den 'Forst' südlich der Mosel, in: AD 3 (1957), S. 20 ff.
- mit Oskar Semmelmann: Fuldensia. Teil IV: Untersuchungen zur Frühgeschichte des Fulder Klosterarchivs, in: AD 4 (1958), S. 120 ff.
- Fuldensia. Teil V: Die unechten Zehntprivilegien des neunten Jahrhunderts, in: AD 8 (1962), S. 12–67.
- Heinrich der Taube (mit 1 Tafel), in: MIÖG 7 (1963), S. 76 ff.

Abkürzungsverzeichnis:
- AD: Archiv für Diplomatik
- AUF: Archiv für Urkundenforschung
- HZ: Historische Zeitschrift
- MIÖG: Mitteilungen des Instituts für Österreichische Geschichtsforschung
- NA: Neues Archiv der Gesellschaft für ältere deutsche Geschichtskunde
- QFIAB: Quellen und Forschungen aus italienischen Archiven und Bibliotheken